# 碧流台镇
碧流台镇是中华人民共和国内蒙古自治区赤峰市巴林左旗下辖的一个乡镇级行政单位。
碧流台一词系蒙古语，意为“产磨石的地方”:91。

## 历史沿革
1958年成立人民公社，以碧流台山命名:91。

## 行政区划
碧流台镇下辖以下地区：
五香营子村、二八地村、中段村、邢家营子村、孤榆树村、四方城村、新井村、黑山头村、二道营子村、碧流台村、北山湾村、大营子村、漫撒子沟村、海苏沟村、石匠沟村、杨家营子村、东方红村、南杨营子村、西山湾村、土木富洲村和团结村。